# نجی‌کندی (کلیبر)
نجی‌کندی یکی از روستاهای استان آذربایجان شرقی است که در دهستان پیغان‌چایی بخش مرکزی شهرستان کلیبر واقع شده است.